# National-Report
National-Report – kolumbijska organizacja stanowiąca standard w przemyśle muzycznym, prowadząca notowania popularności singli w Kolumbii. Cotygodniowe listy są tworzone w oparciu o odtworzenia w stacjach radiowych za pośrednictwem automatycznego systemu w czasie rzeczywistym. National-Report prowadzi listy również w Wenezueli.